# Martin Kemp (historien)
Pour les articles homonymes, voir Martin Kemp et Kemp.
Martin Kemp, né le 5 mars 1938 à Windsor (Berkshire), est un historien de l'art britannique, professeur émérite à l'université d'Oxford, spécialiste de Léonard de Vinci. Ses ouvrages et ses articles sont traduits dans plusieurs langues.

## Biographie
Diplômé de l'université de Cambridge, Martin Kemp est chercheur à l'Institut Courtauld, puis professeur chercheur à la British Academy de 1993 à 1998, et professeur d'histoire de l'art aux universités de Saint Andrews, de Glasgow et d'Oxford. En 1989, il organise l'exposition Léonard de Vinci à Londres.
Martin Kemp a également enseigné comme professeur invité aux universités de Princeton, de New York, de Caroline du Nord, de Los Angeles et de Montréal.
Il est à l'origine du projet Universal Leonardo.
Il a authentifié le tableau Salvator Mundi comme étant une œuvre de Léonard de Vinci, ce qui a été contesté.
Dans Mona Lisa: The People and the Painting (2017), Martin Kemp réévalue les circonstances de la naissance de Léonard de Vinci et l'identité de sa mère, une paysanne âgée de 15 ans.

## Publications

### Art, science et histoire de la science
- « A Drawing for the Fabrica and Some Thoughts on the Vesalius Muscle-Men », Medical History, vol. XIV,‎ 1970, p. 277–288
- Dr. William Hunter at the Royal Academy of Arts, Glasgow University Press, 1975
- « Dr. William Hunter on the Windsor Leonardos and his Volume of Drawings Attributed to Pietro da Cortona », The Burlington Magazine, vol. 118, no 876,‎ 1976, p. 144+146-148 (JSTOR 878306)
- « Science, Non-Science and Nonsense : the Interpretation of Brunelleschi's Perspective », Art History, vol. I, no 2,‎ 1978, p. 134–161 (DOI 10.1111/j.1467-8365.1978.tb00010.x)
- « Glasgow University, Bicentenary Celebrations of Dr. William Hunter (1718–83) », The Burlington Magazine, vol. 125, no 963,‎ 1983, p. 380–383 (JSTOR 881086)
- « Construction and Cunning : The Perspective of the Edinburgh Saenredam », dans Dutch Church Painters, Édimbourg, National Galleries of Scotland, 1984 (ISBN 978-0-903148-54-2), p. 30–37
- « Red, Yellow and Blue : the Limits of Colour Science in Painting », The Natural Sciences and the Arts (Acta Universitatis Uppsaliensis), Uppsala, A. Ellenius, no 22,‎ 1984, p. 98–105
- « Geometrical Perspective from Brunelleschi to Desargues : a Pictorial means or an Intellectual End? », Proceedings of the British Academy, vol. 70,‎ 1984, p. 89–132 (lire en ligne [PDF])
- « Simon Stevin and Pieter Saenredam : A Study of Mathematics and Vision in Dutch Science and Art », The Art Bulletin, vol. 68, no 2,‎ 1986, p. 237–251 (DOI 10.2307/3050934, JSTOR 3050934)
- « "Perspective Rectified" Some Alternative Systems in the 19th Century », AA Files, vol. 15,‎ 1987, p. 30–34
- « Perspective and Meaning : Illusion, Allusion and Collusion », dans Philosophy and the Visual Arts, vol. 4, Dordrecht, Springer, 1987 (ISBN 978-94-010-8213-6, DOI 10.1007/978-94-009-3847-2_14), p. 255–268
- The Science of Art : Optical Themes in Western Art from Brunelleschi to Seurat, Yale University Press, 1990, réimpression et révision en 1992 (ISBN 978-0-30005241-1) — édité en italien (it) La Scienza dell’arte : Prospettiva e percezione visiva da Brunelleschi a Seurat, Florence, Giunti, 1994 (ISBN 978-88-09-04452-4) et en espagnol (es) La Ciencia del Arte : La óptica en la arte occidental de Brunelleschi a Seurat, Madrid, Ediciones Akal, 2000 (ISBN 978-84-460-0866-8)
- 'Geometrical Bodies as Exemplary Forms in Renaissance Space', World Art. Themes of Unity in Diversity (Acts of the XXVI International Congress for the History of Art, Washington, 1986, éd. I. Lavin, Pennsylvanie et Londres, I, 1989, pp. 237–41.
- 'Taking it on Trust: Form and Meaning in Naturalistic Representation', Archives of Natural History, XVII, 1990, pp. 127–88.
- '"La diminutione di ciasun piano": la rappresentazione delle forme nello spazio di Francesco di Giorgio', Prima di Leonardo, exh. cat., éd. P. Galluzzi, Palazzo Comunale, Siena, 1991, pp. 105–12.
- 'Prescriptions for Painting: '"Optical Information" in Art from the Renaissance to the Late Nineteenth Century', Kungl. Vitterhets Historie och Antikvitets Akademiens Konferenser (Stockholm), XXIII, 1991, pp. 9–28.
- 'Intellectual Ornaments: Style, Interpretation and Function and Society in Some Instruments of Art', Interpretation and Cultural History, ed. J. Pittock and A. Wear, Londres, 1991, pp. 135–52.
- 'True to their Natures: Sir Joshua Reynolds and Dr. William Hunter at the Royal Academy of Arts', Notes and Records of the Royal Society of London, XLVI, 1992, pp. 77–88.
- '"The Mark of Truth": Looking and Learning in some Anatomical Illustrations from the Renaissance and the Eighteenth Century', Medicine and the Five Senses, ed. W. Bynum and R. Porter, Cambridge, 1993, pp. 85–121.
- 'Picturing the Prehistoric', review symposium of M. Rudwick's, Scenes from Deep Time, in: Metascience, IV, 1993, pp. 70–3.
- '"Philosophy in Sport" and the "Sacred Precincts': Sir David Brewster on the Kaleidoscope and Stereoscope', Muse and Reason. The Relation of Arts and Sciences 1650–1850, ed. B. Castel, J. Leith and A. Riley, Kingston (Ontario), 1994, pp. 203–32 (with Appendix by B. Pert)
- 'Piero and the Idiots: the Early Fortuna of his Theories', 'Monarca della pittura'. Piero della Francesca and his Legacy, éd. M. Lavin, National Gallery, Washington, 1995, pp. 199–211.
- Materia Medica. A New Cabinet of Art and Medicine, exhibition and catalogue with K. Arnold, Wellcome Institute, Londres, 1995.
- Bodyscapes. Images of Human Anatomy from the University of St. Andrews, exhibition and catalogue, Crawford Centre, 1995.
- 'Spirals of Life: D'Arcy Thompson and Theodore Cook, with Leonardo and Dürer in Retrospect', Physis, XXXII, 1995, pp. 37–54.
- "Relativity not Relativism: Thoughts on the Histories of Art and science having Reread Panofsky”, Meaning in the Visual Arts. Visions from the Outside (Erwin Panofsky. A Centennial Celebration), ed. I. Lavin, 1995.
- 'New Light on Old Theories: Piero della Francesca and the Transmission of Light', Piero della Francesca tra arte e scienza, ed. M. Dalai Emiliani and V. Curzi, Venise, 1996, pp. 33–46.
- 'Temples of the Body and Temples of the Cosmos: Vision and Visualisation in the Vesalian and Copernican Revolutions', for volume on Picturing Knowledge. Historical and Philosophical Problems Concerning the Use of Art in Science, ed. B. Baigrie, Toronto, 1996, pp. 40–85.
- '"Wrought by No Artist's Hand": the Natural, Artificial and Exotic in Some Artefacts from the Sixteenth Century', Reframing the Renaissance: Visual Culture in Europe and Latin America, 1450–1650, ed. C. Farago, New Haven et Londres, 1996, pp. 177–96.
- '"Implanted in our Natures": Humans, Plants and the Stories of Art', Visions of Empire. Voyages, Botany and Representations of Nature, éd. D. Miller, Los Angeles, 1996, pp. 197–229.
- 'Doing What Comes Naturally: Morphogenesis and the Limits of the Genetic Code', Art Journal, éd. B. Sichel and E. Levy, Spring 1996, pp. 27–32.
- 'The Ambiguous Object: the Perception of Artefacts within Changing Taxonomies', The World, the Image and Aesthetic Experience. Interdisciplinary Perspectives on Perception and Understanding, ed. C. Murath and S. Price, Bradford, 1996, pp. 193–222.
- 'In the Light of Dante: Meditations on Natural Light and Divine Light in Piero della Francesca, Raphael and Michelangelo', Ars naturam adiuvans. Festschift für Matthias Winner, ed. V. von Flemming and S. Schütze, 1996, pp. 160–77.
- ‘Art and Science, The Art Quarterly, Spring 1996, pp. 33–5.
- 'Seeing Subjects and Picturing Science: Visual Representation in 20th-Century Science', for 20th-Century Science, ed. J. Krige and D. Pestre, Amsterdam, 1997, pp. 361–90.
- ‘Medicine in View: Art and Representation’, for Western Medicine. An Illustrated History, ed. I. Loudon, Oxford, 1997, pp. 1–24.
- ‘Parading the Horse’,The Art Quarterly, XXX, 1997, pp. 24–31.
- ‘Hidden Dimensions’, ‘tate’. The Art Magazine, 13, 1997, pp. 40–4.
- ‘Art and Science’, 28 articles in weekly series in Nature from 23 October 1997, to 30 April 1998 (essays on topics from the Renaissance to now)
- ‘Science and Image’, 36 articles in weekly series in Nature from 7 May 1998 to December 1998 (essays on the visual aspects of the sciences from the Renaissance to now; see also below))
- ‘‘Palissy’s Philosophical Pots: ceramics, grottos and the “Matrice” of the earth’, Le origini della Modernità, ed. W. Tega, 2 vols., Florence, 1999, pp. 69–88.
- Imagine e Verità. Per una storia dei rapporti fra arte e scienza, Il Saggiatore, Milan, 1999.
- Introductory essay in The Physician’s Art. Representations in Art and Medicine, Duke University Medical Centre, 1999, pp. 13–9.
- “Vision and Visualisation in the Illustration of Anatomy and Astronomy from Leonardo to Galileo”, 1543 and All That, éd. A. Corones and G. Freeland, Kluver, Amsterdam, 2000, pp. 17–51.
- with Debora Schultz, ‘Us and Them, This and That, Here and There, Now and Then: Collecting, Classifying and Creating’, Strange and Charmed. Science and the Contemporary Visual Arts, ed. S. Ede, Londres, 2000, pp. 84–103.
- ‘The Temple of Flora. Robert Thornton, Plant Sexuality and Romantic Science’, Natura-Cultura. L’interpretazione del mondo fisico nei testi e nelle immagini, ed. G. Olmi, L. Tongorgi Tomasi and A. Zanca, Florence, 2000, pp. 15–28.
- “The Handyworke of the Incomprehensible Creator”, Writing on Hands. Memory and Knowledge in Early Modern Europe, ed. C.R. Sherman and P.M. Lukehart, Dickinson College et bibliothèque Folger Shakespeare, Washington, 2000, pp. 22–7.
- Visualizations: the Nature Book of Art and Science (based on articles for Nature), 2000, Oxford University Press and University of California Press (also in German)
- avec Marina Wallace, Spectacular Bodies. The Art and Science of the Human Body from the Renaissance to Now, book for exhibition at Hayward Gallery in London, University of California Press, 2000.
- 'Vedere lo spazio e misurare le immagini: Brunelleschi e la prospettiva urbana’, La Cattedrale come spazio sacro (Atti del VII centenario del Duomo di Firenze, vol. II, pt. 2), ed. T. Verdon and A, Innocenti, Florence, 2001, pp. 661–72.
- “From Different Points of View: Corrgeggio, Copernicus & the Mobile Observer”, Coming About… A Festschrift for John Shearman, ed. L. Jones and L. Matthew, Cambridge (Mass.), 2001, pp. 207–13.
- “The Flower of Mathematics: Perspective in Perspective”, Geometry and Space. The Celebrated Books on Geometry, Optics and Perspective of M. Arnaud de Vitry, Sotheby’s, Londres, 10–11 avril 2002
- “Looking and Counting. From the Visual to the Non-Visual”, Gregor Mendel. The Genius of Genetics, ed. C. Albano and M. Wallace, Brno, 2002, pp. 56–63.
- “Gregor Mendel; the genius of genetics”, Interdisciplinary Science Reviews, XXVII, 2002, pp. 120–124.
- “The Mona Lisa of Modern Science”, 50 Years of DNA, ed. J. Clayton and C. Dennis, Nature / Palgrave, Basingstoke, 2003, pp. 102–6; also in The Double Helix – 50 years, Nature Supplement, 23 janvier 2003.
- “Wissen in Bildern – Intuitionen in Kunst und Wissenschaft”, Iconic Turn. Die Macht der Bilder, ed. C. Marr and H. Burda, Cologne, 2004, pp. 382–406.
- with Antonio Criminisi et Sing Bing Kang, “Reflections of Reality in Jan van Eyck and Roger Campin”, Historical Methods, III, 2004, pp. 109–21.
- “From science in art to the art of science”, Nature, 434, 17 mars 2005, pp. 308–9, also as Supplement: artists on science; scientists on art.
- Seen and Unseen. Art, Science, and Intuition from Leonardo to the Hubble Telescope, Oxford University Press, 2006.
- ‘Science and Culture’, series of monthly articles in Nature from January 1999 – 2011.
- The Chapel of Trinity College, Oxford. With photographs by Tim Rawle. Londres, Scala Arts & Heritage Publishers, 2014.  (ISBN 9781857598247).

### Léonard de Vinci
- 'Il concetto dell'anima in Leonardo's Early Skull Studies', Journal of the Warburg and Courtauld Institutes, XXXV, 1971, pp. 155–34.
- 'Dissection and Divinity in Leonardo's Late Anatomies', Journal of the Warburg and Courtauld Institutes, XXXV, 1972, pp. 200–25.
- 'Ogni dipintore dipinge se: A Neoplatonic Echo in Leonardo's Art Theory?', in Cultural Aspects of the Italian Renaissance: Essays in Honour of Paul Oskar Kristeller, ed. C.H. Clough, Manchester, 1976, pp. 3 11–23.
- 'Leonardo and the Visual Pyramid', Journal of the Warburg and Courtauld Institutes, XXXIX, 1977, pp. 128–49.
- 'Navis Ecclesiae: an Ambrosian metaphor in Leonardo's Allegory of the 1515 Concordat', Bibliothèque d'Humanisme et Renaissance, XLIII, 1981, pp. 257–268.
- 'Leonardo's Leda and the Belvedere River Gods: Roman Sources and a New Chronology' (written jointly with Professor Alastair Smart of Nottingham) Art History, II, juin 1980, pp. 182–193.
- Leonardo da Vinci: The Marvellous Works of Nature and Man, Londres et Cambridge (Mass), 1981. (Mitchell Prize 1981), reprinted with minor revisions, 1989; revised edition, 2006 (below)
- Leonardo da Vinci: le mirabili operazioni della natura e dell'uomo, Milan, 1982.
- 'The Crisis of Received Wisdom in Leonardo's late Thought/La crisi del sapere tradizionale nell'ultimo Leonardo', in Leonardo e l'Età della Ragione, ed. E. Bellone and P. Rossi, Milan, 1982, 27–52.
- 'Leonardo dopo Milano', The Burlington Magazine, No. CXXIV, 1982 p. 788.
- 'Leonardo's Maps and the "Body of the Earth"', Bulletin of the Society of University Cartographers, XVII, 1984, pp. 9–19.
- 'Leonardo da Vinci: Science and Poetic Impulse', Journal of the Royal Society of Arts (Selwyn Brinton Lecture), CXXXIII, 1985, pp. 196–214.
- 'Analogy and Observation in the Codex Hammer', Studi Vinciani in Memoria di Nando di Toni, ed. M. Pedini, Brescia, 1986, pp. 103–34.
- 'The Inventions of Nature and the Nature of Invention, Leonardo. Engineer and Architect, ed. P. Galluzzi, Montreal, 1987 (in French as `Les Inventions de la nature et la nature de l'invention'), Leonardo da Vinci. Ingénieur et architecte, pp. 141–44.
- 'Late Leonardo: Problems and Implications', Art Journal, XLVII, 1987, pp. 94–102.
- '"A Chaos of Intelligence": Leonardo's Trattato and the Perspective Wars in the Académie Royale', 'Il se rendit en Italie'. Études offertes à André Chastel, Paris, 1987.
- 'Leonardo e lo spazio dello scultore', XXVII, Lettura Vinciana, (Vinci, 1987), Florence, 1988.
- 'Clark's Leonardo' in edition of K. Clark, Leonardo da Vinci, ed. M. Kemp, Harmondsworth, 1988.
- Leonardo on Painting. An anthology of writings by Leonardo da Vinci with a selection of documents relating to his career as an artist, éd. M. Kemp, selected & trs. by M. Kemp and Margaret Walker, Yale University Press, 1989.
- Leonardo da Vinci. Artist, Scientist, Inventor, catalogue of exhibition at the Hayward Gallery, Londres, 1989, éd. M. Kemp, with essays by E.H. Gombrich, J. Roberts, P. Steadman, M. Kemp and catalogue by M. Kemp (with J. Roberts), published as Leonardo da Vinci, Yale University Press.
- 'Leonardo da Vinci: motions of life in the lesser and greater worlds', Nine Lectures on Leonardo da Vinci, ed. F. Ames-Lewis, London, 1990, pp. 10–21.
- 'Looking at the Last Supper', Appearance, Opinion, Change: Evaluating the Look of Paintings, Londres, 1990, pp. 14–21.
- 'Cristo Fanciullo', Achademia Leonardi Vinci, IV, 1991, PP. 171–6.
- 'Leonardo verso il 1500', Leonardo & Venezia, exhibition catalogue, Palazzo Grassi, Venise, 1992, pp. 45–54.
- 'The Madonna of the Yarnwinder in the Buccleuch Collection reconstructed in the context of Leonardo's Studio Practice', I Leonardeschi a Milano: fortuna e collezionismo, ed. M.T. Fiorio et P. Marani, Milan, 1991, pp. 35–48.
- Leonardo da Vinci. The Mystery of the Madonna of the Yarnwinder, avec A. Thereza Crowe, exhibition catalogue, National Gallery of Scotland, Édimbourg, 1992.
- 'The National Gallery of Scotland's First Leonardo', National Art Collections Fund. Annual Report, LXXXVIII, 1992, pp. 16–20.
- '"Hostinato Rigore", Valéry's Leonardo from Vincian Perspective', Forschungen zu Paul Valéry, IV, 1991, pp. 25–46.
- 'In the Beholder's Eye: Leonardo and the "Errors of Sight" in Theory and Practice' (Hammer Prize Lecture), Achademia Leonardi Vinci, V, 1992, pp. 153–62.
- 'From Scientific Analysis to the Renaissance Market: the Case of Leonardo's Madonna of the Yarnwinder', for The Journal of Medieval and Renaissance Studies, XXIV, 1994, pp. 259–74.
- 'The Historian as Connoisseur' in edition of A.E. Popham, The Drawings of Leonardo da Vinci, éd. M. Kemp, Londres, 1994.
- 'Leonardo's Drawings for “Il Cavallo del Duca Francesco di Bronzo”: The Programme of Research', Leonardo da Vinci's Sforza Monument Horse: The Art and the Engineering, ed. D. Cole Ahl, Cranbury (NJ), 1995.
- Leonardo da Vinci, 1996, CD-ROM for Corbis, Seattle, overall consultant, general editor, part-author and part-presenter.
- ‘The Body of the Earth’, Leonardo da Vinci. Codex Leicester, ed. C. Farago, American Museum of Natural History, New York, 1996, pp. 15–22; in German as ‘Der Körper der Erde’, Der Codex Leicester, Haus der Kunst, Munich, 1999, 33–46 (aussi traduit en portugais); and as “De Körper der Erde”, Wasser und Leben, Museum im Schloss Bad Pyrmont, 2000.
- ‘Leonardo’s Fossils’, Natural History, CV, 11, 1996, pp. 14–15.
- ‘The Reign of Vanities’, A Cloudburst of Material Possessions. A Fantasy on a Drawing by Leonardo da Vinci, exhibition guide, Purdy Hicks Gallery, Londres, 1997.
- 'Leonardo-Beuys: the Notebook as Experimental Field', for volume on Joseph Beuys. Drawings after the Madrid Codices of Leonardo da Vinci, ed. L. Cooke and K. Kelly, DIA Centre, New York; in German as “Leonardo-Beuys: das Skizzenbuch also Experimenterfield’, Joseph Beuys. Zeichnungen zu den beiden wiederentdeckten Skizzenbüchen “Codex Madris” von Leonardo da Vinci, Richter Verlag, Düsseldorf, 1988 and 1998, pp. 31–8.
- 16 Essays republished in Leonardo da Vinci. Selected Scholarship, ed. C. Farago, 5 vols., New York et Londres, 1999: 
  - vol. I: ‘Leonardo da Vinci’ (from Dictionary of Art), pp. 40–60; ‘List of Dates’ (avec Kenneth Clark), pp. 61–5
  - vol. II: ‘From Scientific examination to the Renaissance Market: The Case of Leonardo da Vinci’s Madonna of the Yarnwinder’, pp. 97–113. ‘Leonardo and the Space of the Sculptor’ (Lettura Vinciana in English), pp. 237–63; ‘Christo Fanciullo’, pp. 303–14; ‘Leonardo da Vinci: Science and the Poetic Impulse’, pp. 430–449.
  - vol. III: ‘Leonardo verso 1500’, pp. 23–32’ ‘Leonardo’s Leda and the Blevedere River-Gods: Roman Sources and a New Chronology’, pp. 168–80; ‘Late Leonardo: Problems and Implications’, pp. 382–90.
  - vol. IV: ‘Leonardo and the Visual Pyramid’, pp. 96–118; ‘In the Beholder’s Eye: Leonardol and the “Errors of Sight” in Theory and Practice’, pp. 123–135; ‘“Il concetto dell’anima” in Leonardo’s Early Skull Studies’, pp. 205–29; ‘Dissection and Divinity in Leonardo’s Late Anatomies’, pp. 230–65; ‘Analogy and Observation in the Codex Hammer’, pp. 345–77.
  - vol. V: ‘The Crisis of Received Wisdom in Leonardo’s Late Thought’, pp. 81–96; ‘“A Chaos of Intelligence”: Leonardo’s “Traité” the Perspective Wars at the Académie Royale’, pp. 389–400.
- ‘In Praise of Model making; from Leonardo to Beuys’, Demarco: On the Road to Meikle Segie, Kingston University, 2000, pp. 14–18.
- ‘Leonardo da Vinci: scienza e impulso scientifico”, “Hostinato Rigore”. Leonardiana in memoria di Augusto Marinoni, ed. P. Marani, Milan, 2000, pp. 32–45.
- “'Fate come dico, non fate come faccio'. Lo Spazio e lo spettatore nell'Ultima Cena”, Il Genio e le Passioni, ed. P. Marani, Milan, 2001, pp. 53–9.
- “Die Zeichen Lessen. Zur graphischen Darstellung von Physicher und mentaler Bewegung in den Manuscripten Leonardos”, Leonardo da Vinci. Nature im Übergang, ed. F Fehrenbach, 2002, pp. 207–26.
- with M. Gharib, D, Kremmers and M. Koochenesfahani, “Leonardo’s vision of flow visualization”, Experiments in Fluids, XXXIII, 2002, pp. 219–223.
- '”Your Humble and Faithful Servant”: Towards a History of Leonardo da Vinci in his Contexts of Employment', Gazette des Beaux Arts, CXL, 2002, pp. 181–94.
- “Drawing the Boundaries”, Leonardo da Vinci. Master Draftsman, éd. C. Bambach, exhibition catalogue, Metropolitan Museum, New York (New Haven et Londres), 2003, pp. 141–54.
- “Leonardo and the Idea of Naturalism: Leonardo’s Hypernaturalism”, Painters of Reality. The Legacy of Leonardo and Caravaggio in Lombardy, ed. Andrea Bayer, exhibition catalogue, Metropolitan Museum, New York, 2004, pp. 65–73; trans. “I’ipernaturalismo di Leonardo, Pittori della realtá, ed. M. Gregori and A. Bayer, Cremona, 2004, pp. 64–9
- Leonardo, Oxford University Press, 2004 (translations: German, Portuguese [Portugal and Argentina], Italian, Korean, Japanese, Turkish, Bulgarian…) 2e édition 2011
- Lezioni dell'occhio. Leonardo da Vinci, discepolo di esperienza, trans. M. Parizzi, Vita e Pensiero, Milan, 2004 (translation of 27 selected articles)
- Leonardo da Vinci. The Marvellous Works of Nature and Man, revised ed., Oxford University Press, 2006
- Leonardo da Vinci. Experience, Experiment and Design, Victoria and Albert Museum, Londres, et Princeton University Press, Princeton (NJ), 2006
- La Bella Principessa, avec P. Cotte, Hodder & Stoughton, Londres, 2010
- La Bella Principessa, avec P. Cotte. Italian version revised ed., Mandragora, Italie, 2012
- Leonardo da Vinci. The Madonna of the Yarnwinder, avec Thereza Wells, Londres, 2012
- Mona Lisa. The People and the Painting, avec Giuseppe Pallanti, Oxford, 2017

### Renaissance
- Cima da Conegliano in 'The Masters'  Series, Londres, 1967
- 'The Panels of Standing Bishops in the Urswick Chapel', Report of the Society of the Friends of St. George's and Descendants of the Knights of the Garter, V, 1969–70, pp. 25–9.
- 'Visual Arts, Western' (Part Author), Encyclopædia Britannica, 15th edition, 1974, pp. 245–486 (sections on 16th-century art and architecture).
- 'From Mimesis to Fantasia; the Quattrocento Vocabulary of Invention, Imagination and Creation in the Visual Arts', Viator (Los Angeles), VIII, 1977, pp. 347–98.
- 'Botticelli's Glasgow Annunciation: Patterns of Instability'. The Burlington Magazine, CXIX, 1977, pp. 181–4.
- Entries on Leonardo, Correggio, Parmagianino et al., in A Biographical Dictionary of Artists, ed. L. Gowing, Londres, 1983.
- 'The Taking and Use of Evidence, with a Botticellian Case Study', The Art Journal, XLIV, 1984, pp. 207–15.
- '"Equal Excellences": Lomazzo and the Explanation of Individual Style in the Visual Arts', Renaissance Studies, (Society of Renaissance Studies Annual Lecture), I, 1987, pp. 1–26 (Portuguese translation, Zona Torrida, XX, 1991, pp. 103–40)
- 'The `Super-Artist' as Genius. The Sixteenth-Century View' in Genius, ed. P. Murray, Oxford, 1989, pp. 32–53.
- Edition of and introduction to Leon Battista Alberti, On Painting (trs. C. Grayson) for Penguin Classics and Viking, 1991.
- 'The Altarpiece in the Renaissance: a Taxonomic Approach', The Altarpiece in the Renaissance, ed. P. Humfrey and M. Kemp, Cambridge University Press, 1990.
- 'Paolo Uccello's Hunt in the Forest' (with A. Massing), The Burlington Magazine, CXXXIII, 1991, pp. 164–78 (also produced as a booklet for the Ashmolean Museum, Oxford).
- 'Ludovico Cigoli on the Origins and Rationale of Painting', Mitteilungen des Kunsthistorischen Instituts in Florenz, xxxv, 1991, PP. 133–52
- 'The Rationalisation of Space: Geometry and the Man-made Environment'; 'The Human Body: New Anatomies and Old Ideals'; et 'Universal Visions: Leonardo and Dürer', plus catalogue entries, Ca. 1492. Art in the Age of Discovery, National Gallery, ed. J. Levenson, Washington, 1991-2.
- 'Renascence of the Renaissance, or Pop Goes the Ermine', Art Quarterly, 49, 1992, pp. 54–6.
- 'Virtuous Artists and Virtuous Art', Notions of Decorum in Renaissance Narrative Art, ed. F. Ames Lewis and A. Bednarek, Londres, 1992, pp. 15–23.
- 'Coming into Line: Graphic Demonstrations of Skill in Renaissance and Baroque Engravings', Sight and Insight. Essays on Art and Culture in Honour of E.H. Gombrich at 85, éd. J. Onians, 1994, pp. 221–44.
- 'In the Light of Dante: Observations on Divine and Natural Light from Piero della Francesca to Michelangelo', Ars naturam adiuvans. Festschrift für Matthias Winner, éd. V Flemming and S. Schütze, Mayence, 1996, pp. 160–77.
- Behind the Picture: Art and Evidence in the Italian Renaissance, Londres et New Haven, 1997

in German as Der Blick hinter der Bilder. Text und Kunst in der italienischen Renaissance, Dumont, Cologne, 1997 (French and Italian translations awaited)
- “Verrocchio’s “San Donato” and the Chiesina della Vergine di Piazza in Pistoia’, Pantheon, LVI, 1998, pp. 25–34.
- ‘Making it Work: the Perspective Design of the Gubbio Studiolo” in, The Gubbio Studiolo and its Conservation, O. Raggio, 2 vols., Metyropolitan Museum of Art, New York, 1999, I, pp. 169–77.
- Entries on Leonardo da Vinci, Portrait of Cecilia Gallerani and Giorgione, La Tempesta, in The Folio Society Book of the 100 Greatest Paintings, Londres, 2001, pp. 44–5 and 54-5.
- with Eun Sung Kang, "The Engineering of the Composition", Raffaello da Firenze a Roma exhibition catalogue, Borghese Gallery, Rome, 2006

### Période contemporaine
- 'Kate Whiteford. A Personal Impression', Votives and Libations in Summons of the Oracle, St. Andrews, 1983.
- 'Stephen Farthing: Feeling Spaces', Stephen Farthing. The Knowledge: Exeter, Spacex Gallery, Exeter, 1991.
- '"Fateful Lines": Drawings by W. Barns-Graham', W. Barns-Graham. Drawings, Exhibition Catalogue, St. Andrews etc., 1992.
- 'Our Identity is Our Discomfort', Michael Esson, Exhibition Catalogue, St. Andrews, Aberdeen, 1990.
- Sitelines. Kate Whiteford, Édimbourg, 1992.
- ‘Eduardo Paolozzi’, Spellbound, exhibition Catalogue, Hayward Gallery, Londres, 199*, pp. 101–7.
- ‘The Beholder’s Share’, James Hugonin, exhibition catalogue, Kettle’s Yard, Cambridge, 1996.
- « ‘Singing Nature’s Song’ », Wilhelmina Barns-Graham. New Paintings, Art Fist, Londres, 1999  (ISBN 1901993108 et 978-1901993103).
- ‘Durch eine Scheibe, die machmal matt ist. Der Spiegel, die Kamera und das Medium’, John Hilliard, ed. U Nusser and M. Wallace, Heidelberg, 1999, pp. 74–83. In English as ‘“Through a Glass Darkly”: the Mirror, the Camera and the Medium’, John Hilliard, Londres, 1999, pp.
- ‘The Music of Waves. The Poetry of Particles’. Thoughts on the Implicate Order for Susan Derges’, Susan Derges. Liquid Form, Lonson, 1999, pp. 5–30.
- ‘Art as Process. A Baker’s Dozen for Gustav Metzger’, Gustav Metzger, Retrospectives, Museum of Modern Art, Oxford, 1999, pp. 29–43.
- “We All Live in a Tin Submarine”, Reinhard Behrens. Twenty-Five Years of Expeditions into Naboland, Glasgow, 2000, p. 34.

### Divers
- 'Some reflections on Watery Metaphors in Winckelmann, David and Ingres', The Burlington Magazine, CX, 1968, pp. 266–70
- 'William Leighton Leitch and the Mauchline snuff-box trade in Burns souvenirs', The Connoisseur, CLXX, 1969, pp. 148–52
- 'Ingres, Delacroix and Paganini: Exposition and Improvisation in the Creative Process' L'Arte, IX, 1970, pp. 49–66.
- 'J.-L. David and the Prelude to a Moral Victory for Sparta', Art Bulletin, LI, 1970, pp. 49–65.
- 'Alexander Nasmyth and the Style of Graphic Eloquence', The Connoisseur, CLXXIII, 1970, pp. 93–100
- 'Scott and Delacroix, with some Assistance from Hugo and Bonnington', in Scott Bicentenary Essays, ed. A. Bell, Édimbourg, 1973, pp. 213–27
- 'The Hunterian Chardins X-rayed', The Burlington Magazine, CXVIII, 1976, pp. 144–8.
- 'A Date for Chardin's Lady Taking Tea', The Burlington Magazine, CXX, 1978, pp. 22–5.
- 'Seeing and Signs: E.H. Gombrich in Retrospect', Art History, VII, 228-43, 1984.
- Review Article, 'Michael Baxandall's Patterns of Intention', in Zeitschrift für Kunstgeschichte, L, 1987, pp. 131–42.
- 'Museums and Scholarship', Working with Museums, éd. T. Ambrose, Édimbourg, 1988, pp. 31–40.
- 'A loss of balance: the Trustee Boards of National Museums and Galleries, The Burlington Magazine, CXXXI, 1989, pp. 355–7.
- 'Lust for Life: Artist's Biographies in Fact and Fiction', L'Art et les revolutions (XXVIIe Congrès International d'Histoire de l'Art, 1989), vol. VII, ed. S. Ringbom, Strasbourg, 1992, pp. 167–86.
- 'Towards the Creative Contract', The Visual Arts for the Charter 2000, Scottish Arts Council, Édimbourg, 1992 (partly incorporated but not credited).
- 'The 'Art of Seeing Nature': Points of View in the Perception of Landscape in Britain, 1770–1850, De la beauté a l'ordre du monde: paysage et crise de la lisibillité, ed. L. Mondada, F. Panese and O. Söderström, Lausanne, 1992, pp. 47–72.
- "'The Guidelines for the Professional Practice of Art History' issued by the Association of Art Historians in Great Britain", International Journal of Cultural Property, I, 1992, pp. 239–51.
- 'Mute Signs and Blind Alleys', Art History, XVI, 1993, pp. 475–9.
- ed., 'Mood of the Moment' Masterworks of Photography from the University of St. Andrews, exhibition catalogue, Crawford Arts Centre, University of St. Andrews and National Museums of Scotland, Édimbourg, 1993-4.
- Articles on Leonardo, Giorgione, et al. Perspective, Art and Science etc. in the Macmillan Encyclopaedia of Art, 1996.
- ‘Object Lessons’, Introduction to the Report of the Museum’s Education Initiative, Scottish Museums Council, Édimbourg, 1996.
- ‘Talbot and the Picturesque View. Henry, Caroline and Constance’, History of Photography, XXI. 1997, pp. 270–282.
- ‘“A Perfect and Faithful Record”: Mind and Body in Photography before 1900’, Beauty of Another Order, ed. A Thomas, New Haven et Londres, 1997, pp. 120–49.
- with Marina Wallace, ‘What’s it Called and What’s it For?’, Interfaces, XIV, 1998, pp. 9–25.
- ‘“The Excellency of Each Class”’. Visiting with Sir Joshua’, Paintings from the Dulwich Picture Gallery, Lothbury Gallery, Natwest Group, Londres, 1999.
- The Oxford History of Western Art, editor and part-author, Oxford, 2000 (aussi en allemand, et portugais).
- "Instinctively Radical", Raising the Eyebrow: John Onians and World Art Studies, ed. L. Golden, BAR International Series, 996, 2001, pp. v–vii
- with Nicholas Lambert, “L’Art via l’ordinateur: un nouveau cru ou juste une novelle étiquette ?”, Ruptures. De la discontinuité dans la vie artistique, Paris, 2002, pp. 269–284.
- with Kelley Wilder, “Proof Postsive in Sir John Hershel’s Concept of Photography”, History of Photography, XXVI, 2002, pp. 358–66.
- Interview with Karen Raney, Art in Question, éd. K. Raney, Londres et New York, 2003, pp. 182–213.
- "Hew Lorimer: from Spirit to Stone", Sculpture Journal, XV, 2006, pp. 52–67.
- Four 25-minute radio interviews with artists on the ‘Human Condition’ for Radio 3.
- (In addition to the above: articles and reviews in Art History, Zeitschrift für Kunstgeschichte, Burlington Magazine, the Times Literary Supplement, the Times Higher Education Supplement, The London Review of Books, The Guardian, Nature, etc., and regular radio interviews and discussion programmes with practising artists for 'Third Ear' on BBC 3, and various T.V. programmes, also consultant for TV programmes for ITN, BBC and other companies.)
- Lodovico Cigoli's 'Prospettiva Pratica', the first edition and translation with M. Chappell and F. Camerota, for Cambridge University Press.
- The Human Animal, the Brosse Lectures, 2006, University of Chicago Press, looking at the representation of humans with animal characteristics and at animals as humans.
- Leonardo da Vinci. The Madonna of the Yarnwinder, 2007 ou 2008
- Geometry in the Roundels of the Munich Madonna, Alte Pinakotek, automne 2006
- Imitation, Optics and Photography, for Max Planck Institute, Berlin, pub 2007
- Christ to Coke, How Image becomes Icon, OUP, 2011